# Kiambu (distrikt)
Kiambu är ett av Kenyas 71 administrativa distrikt, och ligger i provinsen Central. År 1999 hade distriktet 744 010 invånare. Huvudorten är Kiambu. Bland andra orter finns Kijabe.